# HSPA6
HSPA6‏ (Heat shock protein family A (Hsp70) member 6) هوَ بروتين يُشَفر بواسطة جين HSPA6 في الإنسان.